# Machilus dumicola
Machilus dumicola là loài thực vật có hoa trong họ Nguyệt quế. Loài này được (W.W. Sm.) H.W. Li miêu tả khoa học đầu tiên năm 1979.